# Svante Hamberg
Svante Johan Hamberg (i riksdagen kallad Hamberg i Härnösand,) , född 18 oktober 1826 i Härnösand, död 23 december 1912 i Härnösand, var en svensk grosshandlare och riksdagsman. 
Hamberg var verksam som grosshandlare Härnösand. Han var ledamot av Sveriges riksdags första kammare 1874-1876, invald i Västernorrlands läns valkrets.